# Karl Weber (Forstmeister)
Karl Weber (* 14. Januar 1864 in Neumühle bei Rodheim (Hungen); † 22. Juli 1929 in Schotten) war ein hessischer Forstmeister und Politiker (HBB) und Abgeordneter der 2. Kammer der Landstände des Großherzogtums Hessen.

## Leben
Karl Weber war der Sohn des Müllermeisters Johann Jost Weber und dessen Ehefrau Katharina Elisabeth, geborene Kraft. Er besuchte das Realgymnasium in Gießen und legte dort 1883 sein Abitur ab. Weber, der evangelischen Glaubens war, heiratete am 26. November 1890 in Schotten Ida geborene Pröscher. Er studierte von 1883 bis 1886 an der Universität Gießen Forstwissenschaften, Volkswirtschaft und Landwirtschaft. Er schloss das Studium mit der Promotion ab und kam nach seinen Referendariatsjahren als Forstassessor nach Schotten. 1894 veröffentlichte Weber eine Abhandlung „Die Bodenwirtschaft im Vogelsberg und ihre Förderung durch Wiederbewaldung und Verbesserung der Gemeingüter“ in der er wichtige Vorschläge zur Verbesserung der Bodenkultur im Vogelsberg machte. Man begann aber erst im Jahr 1909 mit der Verwirklichung der Gedanken Webers im Wege der Feldbereinigung die damals in den Gemeinden Grebenhain und Volkartshain startete. Der Bodenverband Vogelsberg setzte zu dieser Zeit auch die zentrale Forderung Webers um, die klimatischen Verhältnisse im Vogelsberg durch die Aufforstung kahler Höhen zu verbessern.
1897 wurde er Oberförster in Konradsdorf, wo er 1906 Forstmeister wurde. Vor 1908 wurde er zusätzlich Direktor der Bezirkssparkasse in Ortenberg und Mitbegründer der Landeshypothekenbank in Darmstadt. 1908 konnte er nach dem Zusammenbruch des Büdinger Bankhauses durch seine Beziehungen zur Landeshypothekenbank eine Schottener Firma und ca. 900 dort verschuldete Kleinbauern vor dem Bankrott wirtschaftlich bewahren. 
Aufgrund seiner Verdienste und Bekanntheit in der Bevölkerung wurde Weber in den Provinzialtag der Provinz Oberhessen gewählt. Von 1905 bis 1918 gehörte er der Zweiten Kammer der Landstände an. Er wurde für den Wahlbezirk Oberhessen 11/Laubach-Schotten gewählt.
1906 legte Weber einen Plan zur Errichtung eines Wasserkraftwerkes bei Lißberg vor. Von hier sollten die Kreise Schotten und Büdingen mit elektrischer Energie versorgt werden. Zur Finanzierung dieses Projekts schlug Weber vor, die Wasservorräte in der Inheidener Wanne nutzbar zu machen. Mit den Wasservorräten sollten die umliegenden Gemeinden versorgt werden. Der Hauptteil des Wassers aber sollte an die Stadt Frankfurt am Main verkauft werden. Weber führte zusammen mit dem Provinzialdirektor Dr. Andreas Breidert die Verhandlungen mit der Stadt Frankfurt. Im Jahr 1964 erhielt die Stadt Frankfurt zum Beispiel 60 Millionen Liter Wasser täglich aus dem Vogelsberg. Bis zum Jahr 2000 vervierfachte sich die tägliche durchschnittliche Wasserlieferung sogar noch auf bis zu 80 Mio. m³ jährlich. Das Kraftwerk wurde jedoch erst 1921 gebaut weil bis dahin eine preiswertere Stromversorgung aus dem Kraftwerk bei Wölfersheim ausreichend war. Das Wasserkraftwerk Inheiden wird bis heute betrieben, aktuell durch die OVAG. 
1919 wurde Karl Weber Staatsrat und Landesforstmeister des Landes Hessens in Darmstadt. Er gründete in dieser Funktion 1922 die Landesforstschule Schotten, die er als Krönung seines Lebenswerkes ansah. Weber wurde 1929 pensioniert und zog sich in sein Haus nach Schotten zurück. Wenige Monate nach seiner Pensionierung starb der Zuckerkranke an den folgen einer kleinen Verletzung. 
Beide Söhne Webers fielen als aktive Offiziere im Ersten Weltkrieg. Am 29. April 1917 entschloss sich Karl Weber zur Schaffung der Weber-Pröscher-Stiftung. In seinem ehemaligen Wohnhaus in Schotten wurde durch die Stiftung später das Vogelsberger Heimatmuseum eingerichtet. In Webers Nachlass fanden sich die Pläne zur Errichtung eines Ehrenmals im Gedenken an die Gefallenen des Ersten Weltkrieges. Die Gedenkstätte "Auf der Warte" bei Schotten wurde 1935 durch die Pflanzung von 75 Linden angelegt und es entstand ein Ehrenmal, welches heute dem Andenken der Gefallenen beider Weltkriege dient. Zum 100. Geburtstag 1964 wurde an seinem Wohnhaus durch die Stadt Schotten und die Weber-Pröscher-Stiftung eine Gedenktafel enthüllt.